# Riscaldamento solare aerotermico
Il riscaldamento solare aerotermico è una tecnologia del solare termico nella quale la radiazione proveniente dal Sole (nelle sue tre bande dell'infrarosso, luce visibile e ultravioletto) viene catturata da un mezzo assorbente ed in seguito usata per riscaldare l'aria. Il riscaldamento solare dell'aria è una forma di sfruttamento dell'energia rinnovabile dal sole per riscaldare edifici o per essere usato in applicazioni che richiedono calore. Tipicamente si tratta della più efficace (sotto il rapporto costi/benefici) di tutte le tecnologie solari, specialmente in applicazioni commerciali e industriali, e risponde alla più grande quota dell'energia utilizzata dagli edifici, che è il riscaldamento degli ambienti.
I collettori d'aria solare possono essere comunemente divisi in due categorie:
- Collettori solari "scoperti" o collettori solari traspirati (usati principalmente per riscaldare l'aria degli ambienti in applicazioni commerciali, industriali, dell'agricoltura e per ottenere calore nei processi industriali)
- Collettori solari vetrati (tipi a ricircolo che sono usualmente usati per riscaldare ambienti)

## Collettori solari "scoperti" e collettori solari "traspirati"

### Background

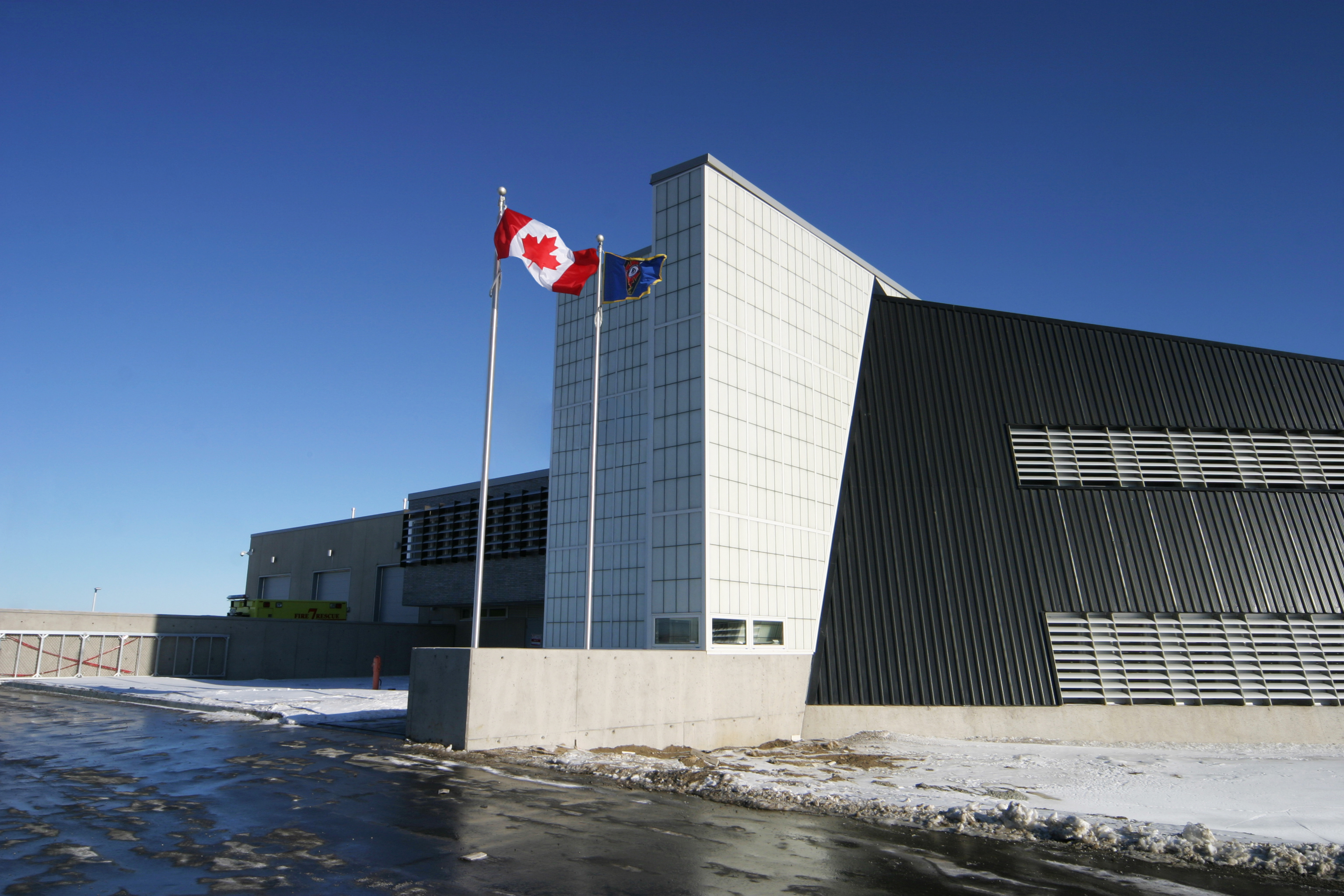
La facciata frontale dek Fire and Emergency Services Training Institute nel Toronto Pearson International Airport è un sistema di riscaldamento aero-termico solare "SolarWall" traspirato che riscalda l'aria di ventilazione che arriva all'edificio.

Il termine "collettore solare senza vetro" (dall'inglese "unglazed air collector") si riferisce ad un sistema di riscaldamento solare dell'aria che consiste di una assorbitore metallico senza alcun vetro o superficie trasparente che lo ricopra. Il tipo più comune di collettore "unglazed" sul mercato è il collettore solare traspirato. Questa tecnologia è stata inventata e patentata con il nome "SolarWall" dalla Conserval Engineering Inc. negli anni novanta, che lavorava congiuntamente con il Department of Energy americano (NREL) e con la Natural Resources Canada per raggiungere la commercializzazione della tecnologia nel mondo. La tecnologia è stata monitorata estensivamente da queste agenzie governative, e la Natural Resources Canada ha sviluppato lo strumento informatico "RETScreen" per modellizzare i risparmi energetici consentiti dai collettori solari traspirati in un determinato edificio in una data situazione.
Da allora, diverse migliaia di collettori solari traspirati sono stati installati in diversi edifici commerciali, industriali, istituzionali, agricoli, e per applicazioni di processo in più di 30 paesi nel mondo. All'inizio la tecnologia veniva impiegata in applicazioni industriali come in impianti manifatturieri e di assemblaggio dove esistevano grosse richieste di ventilazione (per esigenze di asportazione dei fumi di saldature, verniciature, particolato prodotto delle frese, ecc.) un caldo tetto stratificato, e spesso era necessaria una pressione dell'aria negativa all'interno dell'edificio. Il primo collettore traspirato scoperto nel mondo è stato installato dalla Ford nel suo impianto di assemblaggio di Oakville, Canada.
Con l'aumento della necessità di installare sistemi a energia rinnovabili sugli edifici, attualmente i collettori solari a traspirazione sono usati in molti tipi di edifici grazie all'alta produzione di energia (fino a 500-600 Watt/metro quadro termici di produzione di picco), all'alta capacità di conversione dell'energia solare in energia termica (fino all'80%) e ai minori costi di capitale quando confrontati al fotovoltaico e al riscaldamento solare dell'acqua.

### Come funzionano i collettori solari aerotermici
I collettori solari aero-termici raccolgono l'aria ambientale (dall'esterno) invece di far ricircolare l'aria dell'edificio.
I collettori solari traspirati sono abitualmente montati su pareti in maniera di catturare il basso angolo solare nei mesi invernali ma anche la luce riflessa dalla neve. La superficie esteriore di un collettore solare traspirato consiste di migliaia di piccole micro-perforazioni che permettono che lo strato superficiale di calore venga catturato e uniformemente veicolato verso una cavità piena d'aria dietro i pannelli esterni. Quest'aria di ventilazione riscaldata viene condotta all'interno del sistema di ventilazione dell'edificio grazie a una lieve pressione negativa dell'aria (generata grazie a ventole che spingono l'aria alla base dell'edificio al di fuori di esso, oppure sottraendo aria grazie ad un compressore che la immette in una bombola a pressione).
Il sistema di ventilazione distribuisce la restante aria calda con mezzi convenzionali oppure usando un metodo a dotti solari. Un esteso monitoraggio compiuto da Natural Resources Canada e dal NREL ha mostrato che i sistemi a collettore solare traspirato riducono la necessità di riscaldamento del 10-50% rispetto a quelli convenzionali e che il sistema informatico RETScreen 3.1 costituisce un valido strumento per predire la performance di un sistema.
I collettori solari traspirati agiscono come uno schermo contro la pioggia e catturano anche il calore che viene irradiato dal tetto o dalla parete "solare" dall'edificio, asportandolo dal rivestimento dell'edificio (che alla termografia appare relativamente fresco) per poi raccoglierlo nella cavità del collettore d'aria e riportato indietro nel sistema di ventilazione. Non si richiede una grande quantità di manutenzione nei sistemi a riscaldamento solare dell'aria e la vita utile attesa supera i 30 anni.

### Varianti dei collettori solari traspirati
I collettori solari traspirati possono anche essere installati sui tetti per applicazioni nelle quali non esiste una appropriata parete rivolta a sud oppure per problemi di architettura (necessità di finestre, ombra portata da altri edifici, ecc.). In questi casi il calore dal sistema viene veicolato attraverso i dotti verso l'unità di aerazione più vicina.
I collettori solari traspirati possono essere combinati con i pannelli del solare fotovoltaico per creare un sistema solare ibrido. Il calore dalla parte posteriore dei moduli fotovoltaici (che come energia termica spesso ammonta a quattro volte la quantità di energia elettrica prodotta dal modulo fotovoltaico) viene rimossa dal sistema solare aero-termico che sta sotto, e viene utilizzata per scopi di riscaldamento (che viene refrigerato, aumentando così la vita utile del pannello solare). In casi dove si rende necessario una richiesta di riscaldamento, l'incorporazione di una componente aero-termica solare nel sistema PV produce due vantaggi tecnici; rimuove l'enorme calore prodotto dal fotovoltaico e gli consente di operare nella sua migliore efficienza (che avviene a 25 °C); e decresce il tempo di ammortizzamento totale associato al sistema combinato perché anche l'energia termica viene catturata ed utilizzata per sostituire il riscaldamento convenzionale.
Attualmente la Conserval Engineering esegue ricerche per approfondire la possibilità di usare il collettore solare traspirato per il condizionamento notturno degli ambienti (per raffreddarli).

## Sistemi vetrati (Glazed Air Systems)
Questi sistemi funzionano in maniera simile ad una fornace solare ad aria convenzionale, e forniscono calore grazie al ricircolo dell'aria dell'edificio attraverso collettori - Solar thermal collector. Grazie all'utilizzo di una superficie che assorbe molte delle radiazioni del sole (infrarossa, visibile, ultravioletta), trasformandoli in energia termica, e facendo passare una ventilazione forzata in contatto con essa, si può costruire un collettore semplice ed efficiente per una buona quantità di applicazioni di riscaldamento dell'aria e per processi che richiedono calore secco.

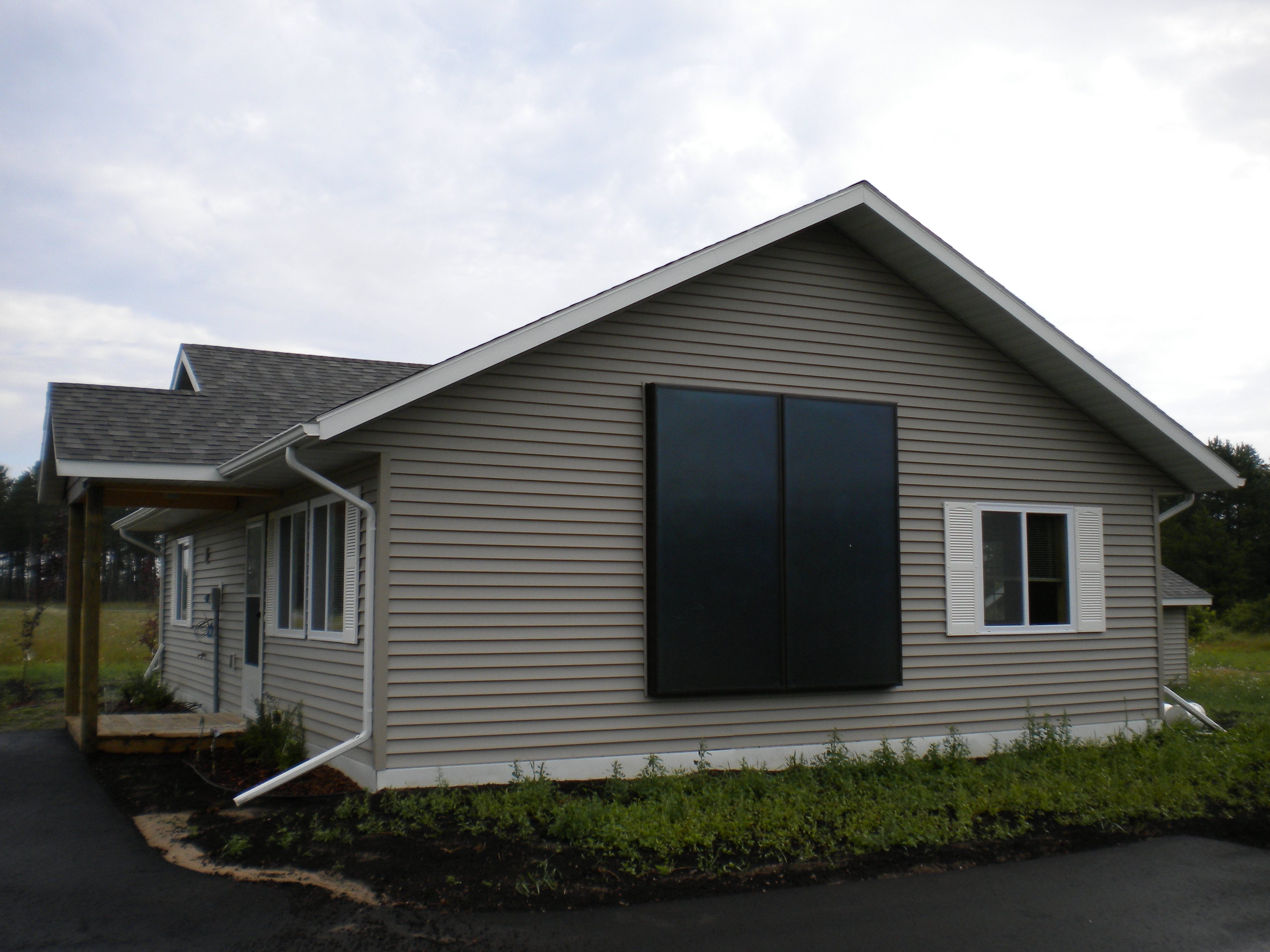
SPF Solar Air Heat Collector

Un semplice collettore solare consiste di un materiale assorbente, spesso avente una superficie selettiva, per catturare la radiazione dal sole e trasferire questa energia termica all'aria via un sistema di trasferimento del calore a conduzione. Questa aria riscaldata viene in seguito portata con condotti verso l'edificio oppure all'aria dove si eseguono i processi industriali che adoperano l'aria riscaldata, per il riscaldamento degli ambienti oppure nell'essiccazione.

### Tipi di collettori solari
A causa dei vari metodi per convogliare l'aria nei dotti, i collettori comunemente vengono classificati in uno di questi tipi:
- Collettori dove l'aria passa attraverso la massa riscaldante ("through-pass collectors"),
- Collettori dove l'aria passa di fronte alla massa riscaldante ("front-pass"),
- Collettori dove l'aria passa dietro alla massa riscaldante ("back pass"),
- Collettori che sono una combinazione del "front pass" e "back pass".

#### Collettore d'aria "Through-Pass"
Nel collettore "attraversato" dall'aria (through-pass configuration), l'aria viene convogliata su di un lato dell assorbitore passa attraverso un materiale perforato o fibroso e viene riscaldata per trasferimento di calore tramite conduzione e convezione dell'aria in movimento. Gli assorbitori "through-pass" absorbers hanno una maggiore area superficiale di contatto con l'aria che permette tassi di trasferimento del calore relativamente alti, ma producono un significativo calo della pressione dell'aria, che implica la necessità di una maggiore potenza dei ventilatori e il deterioramento di alcuni materiali assorbenti, che avviene dopo molti anni di esposizione alla radiazione solare e che può creare inoltre problemi con la qualità dell'aria e la performance complessiva del sistema.

#### Collettori d'aria a passaggio dell'aria frontale, posteriore e combinati
Nelle configurazioni back-pass, front-pass, and combinata, l'aria viene diretta verso il retro, oppure di fronte, o su entrambi i lati dell'assorbitore per essere riscaldata e tornare alla testata dei dotti di riscaldamento. Anche se il far passare l'aria su entrambi i lati dell'assorbitore amplierà la superficie di contatto per il trasferimento di calore tramite conduzione, alcuni problemi possono insorgere con la polvere (fouling) che può sollevarsi dall'aria che passa in fronte al alto della massa assorbente esposta al sole, cosa che riduce l'efficienza dell'assorbitore perché riduce la quantità di luce solare ricevuta. Nei climi molto freddi, l'aria che passa vicino al rivestimento trasparente (vetro, plexiglas, ecc.) perderà ulteriormente calore, dando luogo ad una minore performance complessiva dei collettori a passaggio frontale.

### Applicazioni dell'aria calda
Molte applicazioni possono utilizzare le tecnologie solari di riscaldamento per ridurre le emissioni di carbonio rispetto ai combustibili fossili, come mezzi sostenibili per produrre energia termica. Applicazioni come il riscaldamento dei locali a stufa, l'estensione del periodo di utilizzo delle serre, il pre-riscaldamento dell'aria di ventilazione, oppure il calore per i processi industriali possono essere soddisfatte con i sistemi di riscaldamento aero-termico. Nel campo della ‘cogenerazione solare’ le tecnologie del solare termico che possono essere abbinate al fotovoltaico (PV) aumentano l'efficienza del sistema refrigerando i pannelli fotovoltaici per aumentare la loro resa elettrica mentre allo stesso tempo riscaldano l'aria per il riscaldamento degli spazi.

#### Applicazioni per il riscaldamento degli ambienti
Il riscaldamento degli ambienti sia residenziali che commerciali può essere ottenuto grazie a pannelli solari che riscaldano l'aria. Questi funzionano prendendo l'aria dalla superficie interna dell'edificio o dall'ambiente esterno e facendolo passare attraverso i collettori dove l'aria si riscalda per conduzione dall'assorbitore e in seguito viene spinta verso gli spazi di lavoro o abitativi sia con metodi passivi che con l'assistenza di un ventilatore.
Una certa quantità di ventilazione, di aria fresca o di aria di sostituzione viene richiesta dalla maggioranza degli edifici commerciali, industriali e istituzionali per soddisfare le normative. Aspirando aria attraverso un sistema non rivestito, ma propriamente progettato, ad esempio un collettore solare d'aria traspirata oppure un collettore solare vetrato, si può ridurre la necessità di riscaldamento diurno in ambienti dove è necessario un buon ricambio d'aria, come ad esempio nelle cucine, oppure dove avvengono verniciature, fresature oppure dove si manipolano metalli in fusione. Attualmente vengono installati molto spesso come pre-riscaldatori, ad esempio i collettori traspirati preriscaldano l'aria fresca che entra in un ventilatore per il recupero del calore per ridurre il tempo di scongelamento dei HRV's.

#### Applicazioni del calore in altri processi
L'aria calda prodotta dal solare può essere usata in applicazioni come per l'asciugare il bucato, per tostare alcuni semi o coltivazioni (ad.es. te, mais, caffè) e per altre applicazioni che richiedono essiccazione. L'aria riscaldata attraverso un collettore solare che poi passa su di un materiale da asciugare può essere un mezzo efficiente per ridurre il contenuto di umidità del materiale.

### Sistema Zerogas
Il sistema Zerogas è una modifica di questo tipo di progetti, che prevede la cattura dell'aria calda prodotta da pannelli "vetrati" o "traspiranti" e la sua compressione (spendendo energia elettrica da fotovoltaico, da energia eolica, oppure dalla rete) in modo da avere un serbatoio di aria compressa molto calda, che può raggiungere temperature più elevate, sufficienti a permettere il riscaldamento dell'acqua corrente da usare ad esempio in lavatrici e lavastoviglie (raggiungendo anche i 60 °C e oltre, spingendosi fino a permettere l'ebollizione dell'acqua).
Il calore prodotto dal sole, aumentato per compressione adiabatica, può essere immagazzinato e usato quando serve (ma quando l'immobile è vuoto può essere anche venduto all'immediato vicinato, grazie a contatori automatici), sia come aria compressa che grazie al trasferimento in un recipiente d'acqua (come un grosso scaldabagno ben coibentato), oppure condotto verso un recipiente con un fluido di lavoro ad alta capacità di immagazzinamento, oppure immesso nel terreno circostante e successivamente ricuperato grazie a cesti geotermici, ecc. Finalmente, l'aria compressa, che ha ceduto il calore in vari modi, ormai relativamente fresca, può essere utilizzata in un ciclo di espansione per refrigerare gli ambienti, oppure trasferita nella bombola di un'automobile con motore ad aria compressa.
A differenza del riscaldamento solare aero-termico (che prevede l'apertura di bocche di sfogo verso l'alto in estate e in primavera), questo sistema può essere utilizzato anche in edifici con uno scarso ricambio d'aria, ed è utilizzabile anche in estate, per riscaldare l'acqua corrente e per accumulare calore nel terreno (recuperabile con sonda geotermica). Il sistema aerotermico "normale" è più utile in luoghi dove si richiede un costante ricambio d'aria, come in fabbriche dove si eseguono verniciature, saldature, si applicano lacche, si producono polveri, ecc.

## Filmati sul riscaldamento solare aerotermico
- Dimostrazione di un pannello solare Grammer ad aria calda, su YouTube.
- Presentazione delle case a riscaldamento aerotermico della Zerogas, su YouTube.
- Pannello solare ad aria auto-costruito con le lattine di alluminio (1/4), su YouTube.
- Pompa di calore aria-acqua 65°, su YouTube.